# نفوذ ایران در لبنان
نفوذ ایران در لبنان به قرن ۱۶ بارمی‌گردد و در طول قرن ۲۰ به طور قابل توجهی افزایش یافته است، ابتدا به صورت حداقلی تحت حکومت شاه از طریق تبادل نخبگان، به ویژه در بیروت و سپس به طور قابل توجهی پس از انقلاب ایران و آموزش و تأمین مالی حزب‌الله. ایران در خدمات اجتماعی، آموزش، اقتصاد و سیاست لبنان تأثیر قابل توجهی داشته است. 
منتقدان استدلال کرده‌اند که لبنان به تهران دسترسی به مدیترانه و همچنین نفوذ منطقه‌ای از طریق سازمان‌هایی مانند حزب‌الله، که به عنوان یک نیروی نیابتی ایران در نظر گرفته می‌شود و در دفاع از رژیم بشار اسد، متحد ایران، در سوریه فعالیت می‌کند، فراهم می‌کند. 

## نظر اجمالی
ایران ارتباطات دیرینه‌ای با لبنان دارد، به‌ویژه از طریق جامعه شیعه آن، که یکی از بزرگترین فرقه‌های شناخته‌شده در میان ۱۸ فرقه کشور است. بسیاری از روحانیون لبنانی با ایران ارتباط دارند، یا از آنجا منشأ گرفته‌اند، تحت آموزش ایرانیان قرار گرفته‌اند، یا ارتباطات قوی با ایران دارند. موسی صدر، یک روحانی ایرانی‌تبار از یک خانواده برجسته الهیاتی لبنانی، نقش محوری در بسیج جامعه شیعه لبنان ایفا کرد. در سال ۱۹۷۴، او جنبش محرومان را تأسیس کرد که بعدها در طول جنگ داخلی لبنان شاخه مسلح امل را تشکیل داد. در حالی که صدر در سال ۱۹۷۸ ناپدید شد، امل همچنان یکی از احزاب بزرگ شیعه لبنان است.
منتقدان به سال ۱۹۸۲ به عنوان یک نقطه عطف مهم در روابط ایران و لبنان اشاره می‌کنند، زمانی که تهران تسهیل‌کننده تأسیس حزب‌الله بود. حمایت عملیاتی و مالی ایران نقش مهمی در شکل‌گیری حزب‌الله به عنوان یک میلیشیای قدرتمند ایفا کرد که به عنوان یک بازدارنده مهم در برابر اسرائیل عمل می‌کند. موفقیت‌های نمادین و استراتژیک حزب‌الله علیه اسرائیل نفوذ ایران در سیاست‌های شام را افزایش داد و جذابیت آن را در سراسر جهان عرب تقویت کرد. با وجود صعود سیاسی حزب‌الله به عنوان دومین حزب بزرگ شیعه، که با حمایت از حقوق شیعه، خدمات اجتماعی و مقاومت در برابر اسرائیل هدایت می‌شود، ارتباطات آن با ایران تعادل سیاسی حساس لبنان را مختل کرده و تنش‌های فرقه‌ای را افزایش داده است. گفته می‌شود که نفوذ ایران به افزایش فرقه‌گرایی در لبنان کمک کرده است، که به گفته منتقدان به اقتصاد لبنان آسیب رسانده است.

## تاریخچه پیش از انقلاب ایران
روابط بین ایران و لبنان دارای ریشه‌های تاریخی است که به پیش از تأسیس لبنان مدرن بازمی‌گردد. در قرن شانزدهم، سلسله صفوی شیعه را به عنوان دین رسمی پذیرفت و از اسلام سنی غالب در منطقه فاصله گرفت. روحانیون شیعه از جبل عامل، منطقه‌ای در جنوب لبنان که از قرن یازدهم جامعه شیعه‌ای در آنجا مستقر شده بود، برای ترویج تشیع به عنوان دین دولتی به خدمت گرفته شدند که منجر به شکوفایی تبادلات روحانی و خانوادگی شد. علاوه بر این، ظهور بیروت به عنوان یک مرکز تجاری و فرهنگی مهم در خاورمیانه، نخبگان ایرانی را جذب کرد و دو نخست‌وزیر در زمان آخرین شاه تحصیلات خود را در آنجا دریافت کردند.
در نیمه دوم قرن بیستم، افرادی که با سلطنت ایران مخالف بودند به لبنان پناه بردند. برخی به طور فعال در سیاست لبنان شرکت کردند و قبل و در طول جنگ داخلی لبنان در اردوگاه‌های فلسطینی آموزش دیدند.

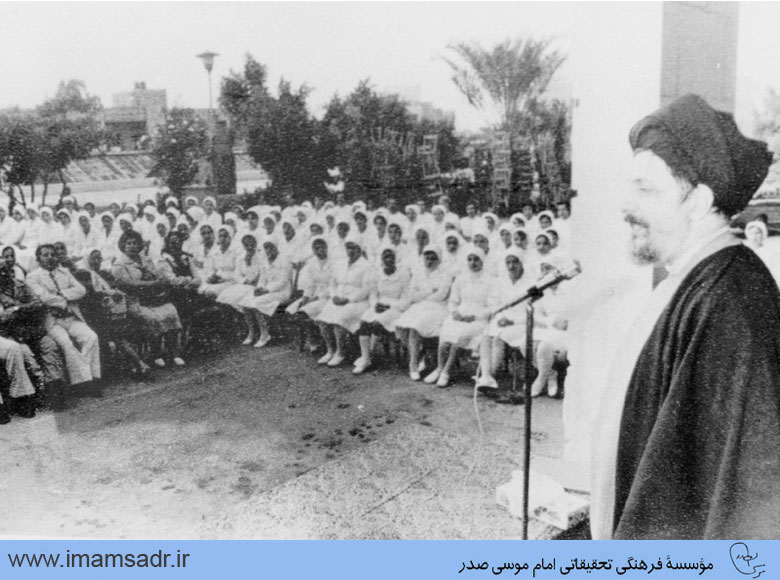
امام موسی صدر در مراسم فارغ التحصیلی مدرسه پرستاری در مجلس اعلای شیعیان لبنان ، سال ۱۹۷۷

تحت حکومت شاه، دخالت ایران در لبنان عمدتاً شامل تأمین مالی برای مؤسسات اجتماعی شیعه بود، با علاقه استراتژیک به مقابله با ایدئولوژی‌های رادیکال و حفظ ثبات منطقه‌ای. با این حال، تا اواخر دهه ۱۹۵۰ و در طول دهه ۱۹۶۰، تعامل ایران شدت یافت، به ویژه با ظهور موسی صدر و تغییر در بسیج سیاسی شیعیان لبنانی. اتحادهای صدر با قدرت‌های منطقه‌ای نقطه عطف مهمی بود که نشان‌دهنده دخالت عمیق‌تر ایران در لبنان فراتر از تعامل اولیه حداقلی تحت حکومت شاه بود.
موسی صدر در ابتدا با شاه ایران درگیر بود و تأمین مالی ایرانی برای مؤسسات اجتماعی شیعه لبنانی را پذیرفت. با این حال، رابطه آن‌ها در دهه ۱۹۷۰ تیره شد و صدر به انتقاد از دولت ایران پرداخت. مخالفان از ایران در این دوره به لبنان آمدند و پیام ضد شاه را منتشر کردند و آموزش نظامی دریافت کردند، عمدتاً از طریق سازمان آزادی‌بخش فلسطین (PLO).

## حزب‌الله
ایران گروه لبنانی حزب‌الله را به تسلیحات پیشرفته مجهز کرده است. حزب‌الله به عنوان یک نیروی نیابتی ایران توصیف شده است. حزب‌الله حمایت مالی قابل توجهی از ایران دریافت کرده است که برآورد می‌شود بین ۷۰۰ میلیون تا ۱ میلیارد دلار در سال باشد. علاوه بر این، ایران به هر عامل فعال، ماهیانه ۱۳۰۰ دلار حقوق میپردازد و سلاح، آموزش و کمکهای دیگری را بصورتهای گوناگون، به حزب‌الله ارائه می‌دهد.گفته می‌شود که ایران به طور مؤثر نیرویی را برای بازدارندگی اسرائیل و هدف قرار دادن دارایی‌های اسرائیلی در درگیری‌های احتمالی منطقه‌ای ایجاد کرده است. تسلیحات حزب‌الله شامل یک زرادخانه تقریباً ۴۰,۰۰۰ راکت و موشک است که گزینه‌های میان‌بردی مانند زلزال ۱ و زلزال ۲ با برد ۹۵ تا ۱۳۰ مایل و همچنین یک نوع از فاتح ۱۱۰ با برد تا ۱۵۵ مایل را شامل می‌شود. گفته می‌شود حزب‌الله ۱۵۰,۰۰۰ موشک دارد.
در سال ۲۰۱۶، سپاه پاسداران انقلاب اسلامی ایران شروع به تجهیز حزب‌الله با موشک‌های دوربرد مجهز به سیستم‌های هدایت دقیق کرد تا به حزب‌الله توانایی حمله به مکان‌های استراتژیک در اسرائیل را بدهد. در اکتبر ۲۰۲۴، نیروهای دفاعی اسرائیل فاش کردند که در جریان درگیری‌ها در لبنان، سلاح‌های پیشرفته ایرانی زیادی کشف شده که حزب‌الله برای حمله به اسرائیل در اختیار داشته است. در تاریخ ۱۳ اکتبر ۲۰۲۴، حزب‌الله با استفاده از دو پهپاد ایرانی از نوع «مرصاد» به اسرائیل حمله کرد. در این حمله، ۴ سرباز اسرائیلی کشته و ۵۸ سرباز دیگر زخمی شدند. این پهپاد دارای برد پروازی ۱۲۰ کیلومتر است و با سرعت ۳۷۰ کیلومتر در ساعت می‌تواند ۴۰ کیلوگرم مواد منفجره حمل کند.
حزب‌الله به ایران نیروهای عملیاتی و پشتیبانی لجستیکی ارائه کرده است، به گفته منتقدان این امر به ایران امکان انکار معقول در دخالت‌هایش را داده است. به طور خاص، دادستان‌های آرژانتینی حزب‌الله و ایران را به طراحی بمب‌گذاری سال ۱۹۹۴ در مرکز جامعه یهودی در بوئنوس آیرس متهم کرده‌اند. همچنین گفته می‌شود حزب‌الله به شبه‌نظامیان شیعه عراقی همسو با ایران کمک کرده است و حداقل یک نیروی حزب‌الله توسط نیروهای آمریکایی در عراق دستگیر شده است. با این حال، حمایت از حزب‌الله به طور یکنواخت به معنای وفاداری یا حمایت بی‌قید و شرط از ایران در میان شیعیان لبنانی نیست.
شیعیان اذعان دارند که حمایت ایران در فشار بر خروج اسرائیل مؤثر بوده است، اما طیف گسترده‌ای از نظرات درباره ایران به عنوان یک مدل سیاسی وجود دارد و بسیاری نگرانی‌هایی درباره نیات بلندمدت آن دارند. نفوذ حزب‌الله به طور پیچیده‌ای به جایگاه داخلی و تصویر منطقه‌ای آن مرتبط است، که هر دو به دلیل تصورات از نیروی نیابتی ایران آسیب دیده‌اند.

## نفوذ ایران در اقتصاد
ایران میلیون‌ها دلار برای توسعه زیرساخت‌ها در لبنان اختصاص داده است، از جمله ساخت پل‌ها، جاده‌ها، مدارس و بیمارستان‌ها. بیش از نود مدرسه در لبنان با حمایت مالی ایران، عمدتاً از طریق جهاد سازندگی، ساخته شده‌اند. مؤسسات ایرانی متعددی مانند کمیته امام خمینی و هلال احمر ایران در لبنان فعالیت می‌کنند که منابع آن‌ها از بودجه دولتی یا اموال منتقل شده توسط دولت تأمین می‌شود.
دولت ایران همچنین در اوایل قرن بیست و یکم ایستگاه تلویزیونی عربی العالم را راه‌اندازی کرد که توسط اعضای حزب‌الله در نزدیکی سفارت ایران در بیروت مدیریت می‌شود. آیت‌الله علی خامنه‌ای، رهبر عالی جمهوری اسلامی و دومین مرجع تقلید در میان شیعیان لبنان، دفاتری در حومه بیروت و جنوب لبنان دارد. در حالی که این دفاتر به‌طور رسمی به عنوان مقرهای مذهبی خدمت می‌کنند، همچنین توسط سرویس اطلاعاتی ایران و حزب‌الله برای جمع‌آوری اطلاعات، جلسات سیاسی و امنیتی، نظارت و حتی به عنوان دادگاه‌های نظامی و مراکز بازداشت استفاده می‌شوند.
لبنان در حال حاضر در بحران اقتصادی و سیاسی قرار دارد که با شکست در تشکیل دولت مشخص می‌شود. بن‌بست نتیجه هم‌راستایی داخلی بین رئیس‌جمهور لبنان میشل عون و سیاستمدار جبران باسیل است که به دنبال کنترل کامل بر دولت هستند. در سطح منطقه‌ای، ایران به تنهایی یا از طریق حزب‌الله متهم به تلاش برای نگه‌داشتن لبنان به عنوان گروگان برای استفاده در مذاکرات با غرب شده است.
شرایط در لبنان در دهه‌های ۲۰۱۰ و ۲۰۲۰ بدتر شده است که با ناآرامی‌های داخلی، اعتراضات، مشکلات اقتصادی و کاهش ارزش ارز مشخص می‌شود. پاتریارک مارونی بشاره بطرس الراعی خطبه‌ای سیاسی ایراد کرد و مردم لبنان را به بازپس‌گیری هویت لبنان فراخواند و بر نقش ارتش لبنان به عنوان نیروی مشروع برای دفاع تأکید کرد. سخنرانی قبلی پاتریارک که به فراخوان تاریخی برای خروج سوریه از لبنان در سال ۲۰۰۰ تشبیه شده بود، به‌طور صریح به حزب‌الله و ایران اشاره داشت. نارضایتی از حزب‌الله و نفوذ ایران در اعتراضات مشهود است و جمعیت احساسات ضد ایران را ابراز می‌کنند. 
اسرائیل در حال تقویت مرزهای شمالی خود است و به حزب‌الله هشدار می‌دهد که حمله نکند، در حالی که روسیه در جریان بازدید هیئتی از حزب‌الله، ظاهراً پیامی از اسرائیل مبنی بر هشدار به تشدید نظامی منتقل کرده است.
در سپتامبر ۲۰۲۱، با وجود عدم نمایندگی در موقعیت‌های کلیدی رهبری، حزب‌الله لبنان هماهنگی واردات بیش از یک میلیون گالن سوخت دیزل ایرانی به لبنان را انجام داد. این محموله اولین تحویل از مجموعه‌ای بود که بیش از ۱۳ میلیون گالن را شامل می‌شد، با یک کشتی ایرانی که سوخت را در بندر سوریه بانیاس تخلیه کرد تا به‌صورت زمینی از مرز سوریه به لبنان منتقل شود. لبنانی‌ها که با بحران اقتصادی لبنان ۲۰۲۱-امروز دست و پنجه نرم می‌کردند، کاروان کامیون‌ها توسط اعضای حزب‌الله و بسیاری از شهروندان لبنانی که با سختی‌های شدید مواجه بودند، با جشن استقبال شد. در ۲۴ سپتامبر، حزب‌الله ورود موفقیت‌آمیز دومین کشتی ایرانی به بانیاس را اعلام کرد و تأکید کرد که محموله سوخت آن نیز به مقصد لبنان خواهد بود.
در سال ۲۰۲۱، عربستان سعودی به دلیل نگرانی‌ها درباره ایران، واردات از لبنان را ممنوع کرد.

## تجهیزات و فعالیت‌های نظامی ایران در لبنان

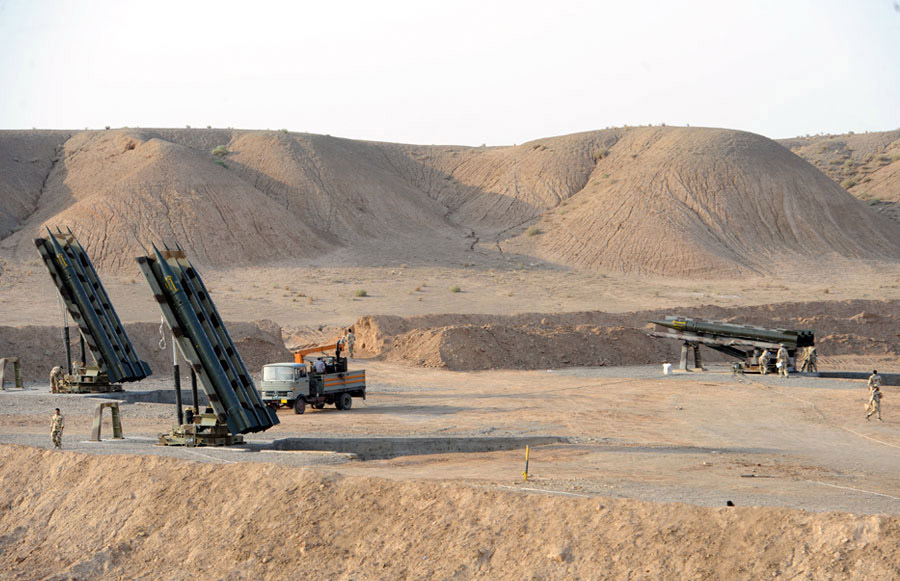
سامانه‌های پرتاب زلزال ۳ در رزمایش پیامبر اعظم ۶

حزب‌الله در حال حاضر ظرفیت محدودی برای درگیری با اهداف هوایی دارد و به توپ‌های ضدهوایی کوتاه‌برد و سیستم‌های دفاع هوایی قابل حمل توسط انسان (MANPADS) مانند موشک ایرانی میثاق (مدل‌سازی شده بر اساس QW-1 چینی) متکی است. خرداد-۱۵، یک سامانه دفاع هوایی ایرانی مشابه «پاتریوت» آمریکایی، که می‌تواند با حداکثر شش هدف به اندازه جنگنده از فاصله ۱۲۰ کیلومتر (۷۵ مایل) درگیر شود.
حزب‌الله، که به عنوان نیابت ایران و بخشی از «محور مقاومت» محسوب می‌شود، دارای موشک‌های طراحی شده توسط ایران، از جمله رعد، فجر و زلزال است که در ظرفیت بار و برد از کاتیوشاها پیشی می‌گیرند. 
در سپتامبر ۲۰۲۳، اسرائیل ادعا کرد که ایران در حال ساخت یک باند هوایی در جنوب لبنان با پتانسیل برای راه‌اندازی حملات است. یک منبع غیر مرتبط با اسرائیل، آشنا با مکان، نشان داد که سایت می‌تواند از پهپادهای بزرگ، احتمالاً مسلح، مدل‌سازی شده بر اساس طراحی ایرانی، پشتیبانی کند.
سلاح‌ها و تجهیزات از جمله سیستم‌های پیشرفته، GPS برای موشک‌ها و راکت‌های دقیق‌تر از طریق پروازها به فرودگاه بین‌المللی بیروت که تحت کنترل نیروهای مسلح لبنان است، منتقل شدند. این پروازها توسط شرکت هواپیمایی غیرنظامی ایرانی قشم ایر، که به ارتباطاتش با نیروهای قدس سپاه پاسداران انقلاب اسلامی معروف است، انجام شد. در ماه‌های اخیر، گزارش‌هایی درباره اصلاحاتی در فرودگاه بین‌المللی بیروت در لبنان و ایران منتشر شد. بر اساس این اصلاحات، بازدیدکنندگان ایرانی دیگر نیازی به مهر زدن گذرنامه‌های خود هنگام ورود به لبنان ندارند.
منتقدان، به ویژه مخالفان شیعه لبنانی حزب‌الله، هشدار داده‌اند که این تغییر به سپاه پاسداران انقلاب اسلامی اجازه می‌دهد فعالیت‌های خرابکارانه خود را در سوریه و لبنان افزایش دهد. منتقدان استدلال می‌کنند که این امر انتقال نیروهای ایرانی و اعضای شبه‌نظامیان شیعه به سوریه از طریق بیروت را بدون بر جای گذاشتن سابقه‌ای تسهیل می‌کند. با وجود انکار هرگونه اصلاح توسط امنیت عمومی لبنان، سفیر لبنان در ایران به رسانه‌ها توضیح داد که ورود بازدیدکنندگان ایرانی اکنون به صورت جداگانه ثبت می‌شود. او توضیح داد که این اقدام جدید با هدف ترویج گردشگری ایرانی در لبنان و کمک به شهروندان ایرانی که قصد دارند بعداً به ایالات متحده سفر کنند، انجام شده است. گزارش شده است که رویه‌های مشابهی برای فلسطینیان با گذرنامه‌های تشکیلات خودگردان فلسطین برای رسیدگی به مسائل مربوط به مهرهای اسرائیلی اجرا شده است.
در طول جنگ دوم لبنان در سال ۲۰۰۶، نیروی هوایی اسرائیل فرودگاه بیروت را به دلیل استفاده حزب‌الله از این تأسیسات برای قاچاق سلاح از ایران هدف قرار داد. در سال ۲۰۰۸، تلاش ائتلاف ۱۴ مارس، که مخالف حزب‌الله بود، برای برکناری وفیق شوکیر، رئیس امنیتی فرودگاه بیروت، یکی از عوامل منجر به شورش‌های خشونت‌آمیز در لبنان بود. شوکیر، که با حزب‌الله همسو بود، به این سازمان آزادی عمل قابل توجهی در فرودگاه اعطا کرد. در سال ۲۰۱۳، اعضای ائتلاف ۱۴ مارس بار دیگر نگرانی‌هایی را مطرح کردند و اظهار داشتند که فرودگاه «توسط حزب‌الله و ایران اشغال شده است.» ندیم جمیل، نماینده مجلس لبنان، وابسته به حزب کتائب، که مخالف حزب‌الله است، در آگوست ۲۰۱۸ شکایاتی را مطرح کرد و ادعا کرد که مقامات لبنانی کنترل فرودگاه بیروت را به حزب‌الله واگذار کرده و از اقتدار خود چشم‌پوشی کرده‌اند.
به گفته منصور، اهمیت استراتژیک لبنان برای ایران احتمالاً افزایش خواهد یافت، که به گفته منصور چالش‌هایی برای بقای دولت لبنان ایجاد می‌کند. گفته می‌شود روسیه نیز فرصتی برای تأثیرگذاری بر لبنان و کاهش حضور ایالات متحده در منطقه دیده است، اما با پیچیدگی‌هایی در پیشی گرفتن از ایران مواجه است. منصور خواستار موضع قاطع‌تر ایالات متحده علیه ایران و نیابت‌های آن برای کمک معنادار به مردم لبنان شد.
در اکتبر ۲۰۲۳، حزب‌الله تحت حمایت ایران با مسیحیانی که مخالف حزب‌الله بودند در نزدیکی مرز اسرائیل درگیر شد، پس از آنکه حزب‌الله به دنبال ایجاد زیرساخت‌های نظامی در روستای مسیحی عین ابل بود. مسیحیان از روستای دیگری در جنوب لبنان نیز از تلاش حزب‌الله برای ایجاد زیرساخت‌های نظامی در شهر شکایت کردند.
در سال ۲۰۱۶، سپاه پاسداران انقلاب اسلامی ایران شروع به تجهیز حزب‌الله با موشک‌های دوربرد مجهز به سیستم‌های هدایت دقیق کرد تا به حزب‌الله توانایی حمله به مکان‌های استراتژیک در اسرائیل را بدهد. در ژانویه ۲۰۲۴، به عنوان بخشی از تلاش‌های اسرائیل برای جلوگیری از انتقال سلاح از ایران به حزب‌الله از طریق سوریه، اسرائیل با استفاده از موشک‌ها چندین افسر سپاه پاسداران انقلاب اسلامی ایران را کشت. در اکتبر ۲۰۲۴، نیروهای دفاعی اسرائیل فاش کردند که در جریان درگیری‌ها در لبنان، سلاح‌های پیشرفته ایرانی زیادی کشف شده که حزب‌الله برای حمله به اسرائیل در اختیار داشته است.

## نفوذ ایران در سیاست
بیشتر وزارتخانه‌های دولت ایران در بیروت دفتر دارند، از جمله وزارتخانه‌های آموزش و پرورش، رفاه، ارتباطات، اطلاعات، بهداشت و فرهنگ و ارشاد اسلامی.
در میانه بحران دولتی ۲۰۰۶ در لبنان، حسن نصرالله، رهبر حزب‌الله، از حامیان خود خواست تا برای اعتراضات گسترده با هدف سرنگونی دولت تحت حمایت غرب به رهبری نخست‌وزیر فؤاد سنیوره آماده شوند. بحران زمانی رخ داد که پنج سیاستمدار همسو با حزب‌الله از کابینه سینیوره استعفا دادند، پس از مذاکراتی که به شکست امید. این مذاکرات قصد داشتند به حزب‌الله نفوذ بیشتری در دولت بدهند، از جمله قدرت وتو کردن تصمیمات.
علاوه بر این، اختلاف به طرحی که توسط سازمان ملل برای تحقیق در مورد ترور رفیق حریری، نخست‌وزیر سابق لبنان، تهیه شده بود، گسترش یافت. قتلی که به طور گسترده‌ای مشکوک به منشأ سوریه، یکی از حامیان اصلی حزب‌الله، بود. هدف حزب‌الله به نظر می‌رسد انحلال دولت موجود و برگزاری انتخابات جدید باشد. در حالی که دولت فعلی بر ظرفیت قانونی خود برای فعالیت بدون وزرای همسو با حزب‌الله تأکید می‌کند، تضعیف احتمالی قابل توجه است، با توجه به اینکه محور حزب‌الله، عمدتاً شیعه، بزرگترین جامعه مذهبی واحد لبنان را نمایندگی می‌کند.
رویدادهای در حال وقوع به عنوان افزایش نفوذ ایران در لبنان توصیف شدند. پس از بحران ۲۰۰۶، نگرانی‌هایی درباره احتمال تبدیل شدن لبنان به یک دولت دست‌نشانده ایران، با توجه به حمایت انتخاباتی رو به رشد برای حزب‌الله، به وجود آمد.
در سال ۲۰۱۷، یک دادگاه نظامی لبنان حکم اعدام شیخ احمد اسیر، یک رهبر جهادی سنی محلی برجسته، را صادر کرد. اسیر از سال ۲۰۱۵ به دلیل سازماندهی درگیری‌ها بین پیروانش و نیروهای مسلح لبنان (LAF) در صیدا دو سال قبل، که منجر به کشته شدن ۱۷ سرباز شد، زندانی بود. در حالی که اعدام قریب‌الوقوع اسیر ممکن است از بیشتر لبنانی‌ها همدردی برنیانگیزد، اعلام این حکم منجر به اعتراضات سنی‌ها در سراسر کشور شد. برای برخی از سنی‌ها، برخورد با اسیر نماد تسلط فزاینده و آشکار شبه‌نظامیان شیعه حزب‌الله تحت حمایت ایران شیعه در بیروت بود.
در سال ۲۰۲۲، سعد حریری، نخست‌وزیر سابق سنی، از سیاست لبنان کناره‌گیری کرد و نفوذ ایران را به عنوان دلیلی برای عدم خوش‌بینی خود نسبت به آینده لبنان ذکر کرد.
در سال‌های اخیر، پس از بحران اقتصادی و عدم ثبات در لبنان، مسیحیان لبنانی احزاب سیاسی حامی حزب‌الله را ترک کرده‌اند که منجر به از دست دادن اکثریت احزاب سیاسی حامی ایران در پارلمان لبنان شد.
به گفته حبیب سی. مالک، محقق در پروژه فیلس، نفوذ ایران در لبنان باعث ایجاد ترس‌هایی در میان مسیحیان از یک بحران وجودی شده است. مالک در کریستین پست (The Christian Post) نوشت که ایران و نیروهای نیابتی آن به دنبال حذف مسیحیان به صورت غیرخشونت‌آمیز از خاورمیانه و ایجاد شرایطی هستند که مسیحیان در لبنان را به مهاجرت تشویق کند.
در اکتبر ۲۰۲۳، نماینده فادی کرم از حزب نیروهای لبنانی به امکان ورود لبنان به جنگ علیه اسرائیل برای حمایت از حماس که در نوار غزه با اسرائیل می‌جنگد، اشاره کرد: «تصمیم درباره جنگ [در لبنان] در حال حاضر در دست ایران است. [اصل] 'وحدت جبهه‌ها' به معنای لغو حاکمیت و استقلال عراق، سوریه و لبنان است.»
در اکتبر ۲۰۲۴، در حالی که لبنان در پی حملات مکرر حزب‌الله در جنگ با اسرائیل به سر می‌برد، محمد باقر قالیباف، رئیس مجلس ایران، اعلام کرد که ایران آتش‌بس در لبنان حمایت میکند و آماده است تا با فرانسه در این خصوص مذاکره کند. در پی آن نجیب میقاتی، نخست وزیر موقت لبنان، ادعا کرد که اظهارات قالیباف دخالت آشکار در امور داخلی لبنان است و مسئولیت مذاکره برای آتش‌بس و اجرای قطعنامه ۱۷۰۱ شورای امنیت بر عهده دولت لبنان است.

## نفوذ ایران در آموزش، رفاه و دین

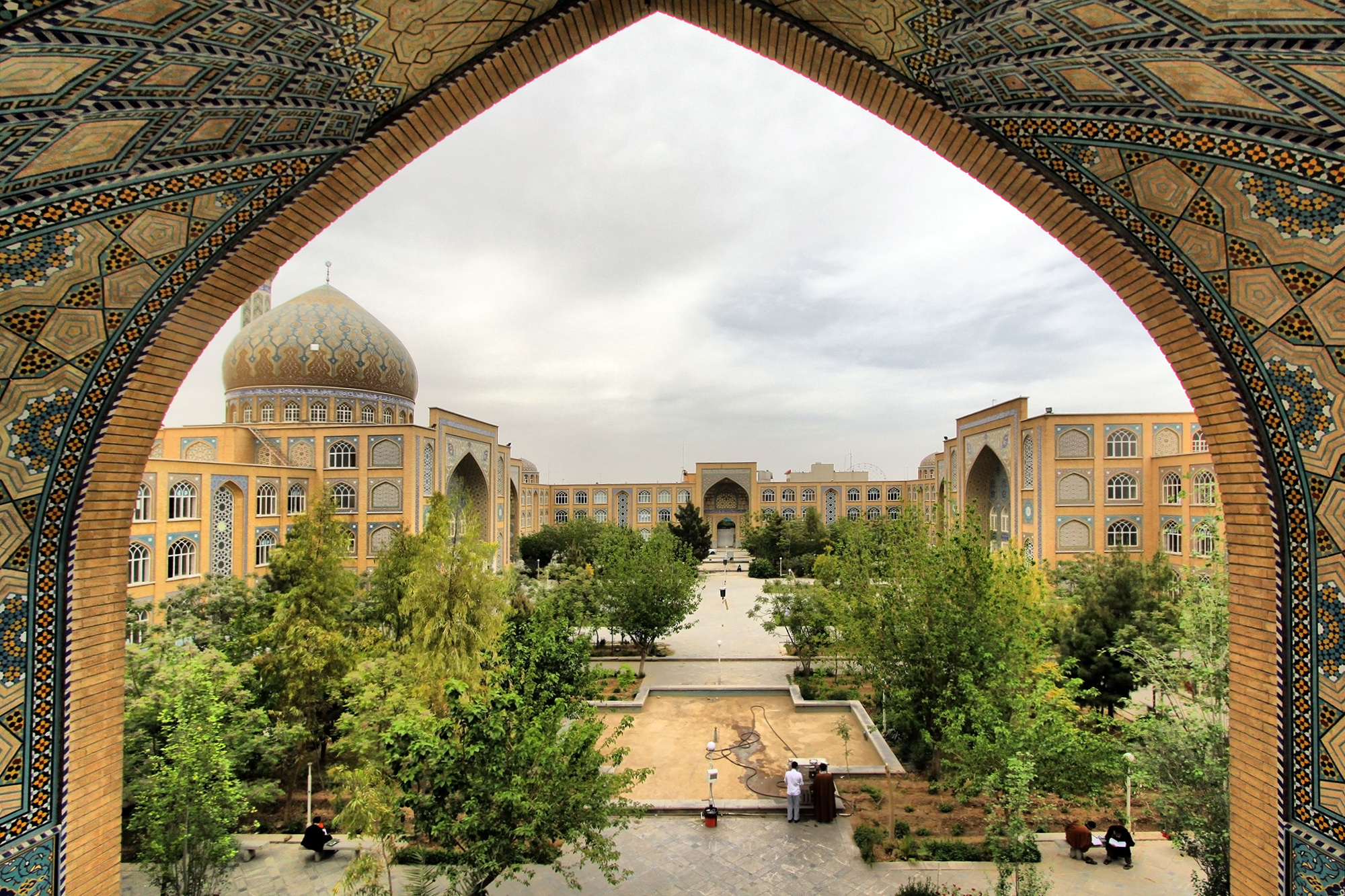
مدرسه علمیه معصومیه قم

دولت ایران از دانشجویان لبنانی وابسته به حزب‌الله در دانشگاه‌ها و حوزه‌های علمیه ایران، به‌ویژه در قم، حمایت می‌کند. حوزه علمیه قم دارای مدرسه‌ای ویژه برای دانشجویان خارجی است که برنامه‌های آموزشی متمایزی را ارائه می‌دهد که شامل آموزش‌های سیاسی و الهیاتی برای این افراد می‌شود.
به گفته مؤسسه واشنگتن برای سیاست خاور نزدیک، ایران تلاش می‌کند شیعیان لبنانی را متقاعد کند که جمهوری اسلامی نه تنها از مبارزه آن‌ها علیه اسرائیل حمایت می‌کند بلکه به نیازهای اساسی آن‌ها نیز پاسخ می‌دهد. حزب‌الله از سخاوت ایران بهره‌مند شده و شهرتی برای ورود به میدان زمانی که دولت مرکزی در تأمین نیازهای رفاهی مردم کوتاهی می‌کند، به دست آورده است. گفته می‌شود که ابتکارات رفاهی با بودجه خوب برای شیعیان لبنانی، که توسط دستگاه تبلیغاتی حمایت می‌شود، به محبوبیت گسترده حزب‌الله در میان شیعیان عادی لبنانی کمک کرده و در نتیجه چالش‌هایی برای رهبران شیعه خارج از جناح حزب‌الله ایجاد کرده است.
ایران ۲۵۰۰ روحانی شیعه لبنانی را تأمین مالی کرده و به آن‌ها حقوق ماهیانه پرداخت می‌کند. در میان روحانیون شیعه لبنانی، اگرچه تعداد قابل توجهی به نفع انقلاب ایران تبلیغ کرده‌اند، اما چندین نفر از آن‌ها از آن زمان نظر خود را تغییر داده‌اند، اما به دلیل نفوذ حزب‌الله عملاً مجبور به حفظ انتقادات خود شده‌اند.

## همچنین ببینید
- روابط ایران و حزب‌الله
- محور مقاومت